# Église Santa Maria Assunta
L'église Santa Maria Assunta est une église catholique de Venise au Lido, en Italie. Elle est dédiée à l'Assomption de la Vierge Marie. Elle ne doit pas être confondue avec l'église du même nom à Venise même.